# The 3rd Birthday
The 3rd Birthday (ザ・サード バースデイ?, Za Sādo Bāsudei) (T3B) è un videogioco action RPG sparatutto in terza persona co-sviluppato da Square Enix e da HexaDrive e pubblicato da Square Enix per PlayStation Portable il 22 dicembre 2010 in Giappone, il 29 marzo 2011 in Nord America ed il primo aprile 2011 in Europa. The 3rd Birthday è sia uno spin-off, essendo la trama solo vagamente connessa agli eventi dei giochi precedenti, che il terzo capitolo della serie di videogiochi Parasite Eve, basata sull'omonimo romanzo dello scrittore giapponese Hideaki Sena, nonché sequel narrativo del videogioco del 1999 Parasite Eve II.

## Trama
Nella vigilia di Natale 2012, uno sciame di mostruose strutture organiche, in seguito soprannominate "Babele", sbuca improvvisamente sotto Manhattan, uccidendo parecchie persone e distruggendo gran parte della città. Le radici della Babele, simili a quelle di una pianta, portano con sé mostruose forme viventi attorcigliate, chiamate "Twisted", che attaccano e apparentemente consumano gli umani. Nel giro di un anno dall'attacco, viene formata una squadra investigativa chiamata CTI (Counter Twisted Investigation). Uno dei membri della CTI è Aya Brea, che è stata rinvenuta in abiti da sposa, incosciente e sanguinante nel 2010 a New York, di fronte alla chiesa di San Tommaso, poco prima che la Babele e i Twisted iniziassero ad apparire. È stato il dottor Hyde Bohr, capo della CTI, a rinvenire Aya, la quale non ricorda nulla del suo passato. Oltre ai suoi ricordi, anche la sua personalità è misteriosamente cambiata.
Dopo aver arruolato Aya, la CTI scopre la sua capacità di trasferire la sua anima in altri corpi, un'abilità soprannominata "Overdive". Bohr e gli altri pianificano di usare questa speciale abilità per viaggiare indietro nel tempo e prevenire il disastro di Manhattan. Sviluppano quindi una macchina chiamata "Sistema Overdive" che, sfruttando l'abilità di Aya, le permette di viaggiare nel passato e di prendere il controllo della psiche e del corpo di altre persone. La macchina viene completata nel 2013, dopo due anni dall'apparizione dei Twisted. Al compimento della sua prima missione, Aya si rende conto che può cambiare il passato e, di conseguenza, il futuro. Comprende infatti che alcuni eventi chiave prima di effettuare un Overdive non sono avvenuti dopo esser ritornata dall'Overdive, e che ne sono invece avvenuti altri. Ad esempio Gabrielle, che è morta durante un incidente durante una sessione di addestramento, è viva grazie ai suoi sforzi in una delle missioni. Tuttavia, questo ha comportato la morte di Thelonius Cray e ciò innesca un'altra missione nel passato col fine di salvarlo.
Durante le sue missioni Aya è costantemente affrontata da misteriosi Twisted più potenti degli altri. Si scopre quindi che lo scontro non vede coinvolti solo i Twisted contro gli umani, ma coinvolge una terza specie. Questi esseri a spirale sono mutati da esseri umani, in particolare da esseri umani che Aya ha conosciuto, come Kyle Madigan. Inoltre questi possiedono l'intelligenza umana che manca ai Twisted meno pericolosi che incontra maggiormente. Ogni volta che sconfigge uno di questi Twisted speciali, Aya riottiene parti della sua memoria, in particolare ricorda di avere una sorella di nome Eve Brea e ricorda che era promessa sposa di Kyle Madigan.
Dopo un incidente provocato da Kyle Madigan mutato, che ha causato la distruzione del quartier generale della CTI e del dispositivo di Overdive, Aya si riunisce con Kunihiko Maeda, che le offre supporto per continuare la lotta, stavolta nel presente, per svelare il mistero legato all'apparizione della Babele, dei Twisted e della specie Twisted mutata da umani, che Maeda definisce "gli High One". Alcuni eventi portano Aya a scoprire che Bohr è il principale antagonista, e che è lui stesso un High One. Bohr aveva architettato la morte degli altri High One, al fine di formare la Grande Babele che, grazie alle indagini di Maeda, si scopre essere un enorme Sistema Overdive. Bohr vuole ritornare indietro nel passato fino al Time Zero, dove tutto ha avuto inizio, al fine di esaudire il suo piano per la sopravvivenza della sua specie da un loop temporale di guerra tra gli umani, gli High One e i Twisted.
Aya combatte Bohr ripetutamente ma è trascinata da lui nel flusso temporale, fino al Time Zero, che la riporta al momento del suo matrimonio con Kyle Madigan nel 2010. Bohr spiega che tutti gli High One possiedono l'abilità di effettuare l'Overdive e che è rientrato nel suo stesso corpo. Spiega inoltre che quando Aya è stata sul punto di morire a seguito dell'attacco di una squadra SWAT che aveva assaltato la chiesa, Eve Brea aveva cercato di "raggiungere" Aya. Ciò ha portato alla nascita della capacità di "Overdive". L'attuale Aya è in realtà Eve nel corpo di Aya. Quando Eve ha tentato l'Overdive nel corpo di Aya, ha infatti distrutto accidentalmente la sua anima, i cui brandelli si sono sparsi nel tempo e nello spazio e hanno dato vita ai Twisted. Gli High One, invece, si sono formati dal corpo senz'anima di Eve, che ha così trasferito in essi i suoi ricordi e la sua capacità di Overdive.
Dopo che Eve torna nel suo corpo per ordine di Bohr, quest'ultimo la supplica di assimilarlo per dar vita a specie ancora più evolute. Avendo ricevuto il rifiuto di Eve, Bohr cerca di forzare il processo ma viene fermato da ripetuti colpi di pistola sparati da Aya, che è in qualche modo ritornata nel suo corpo. L'avvento dei Twisted non può comunque essere arrestato se le origini non vengono rimosse. Dopo l'espressione di rammarico di Aya, per non esser riuscita a scambiare i voti nuziali con l'ormai morto Kyle, dice ad Eve di spararle al petto. Eve, in un impeto di emozioni, preme il grilletto dopo aver scambiato il suo corpo con quello di Aya. In questo modo, non vengono originati né i Twisted né gli High One e Eve cessa di esistere, causando la formazione di un'altra linea temporale.
Il finale mostra Eve, nel corpo di Aya, che accetta di sposare Kyle. Ma con sua grande sorpresa, Kyle si rivolge a lei non come Aya, ma come Eve, e le dice che vuole che lei continui la sua vita e che lui e Aya veglieranno sempre su di lei. Eve resta senza parole ma sorride infine, quando Kyle le augura "Buon Compleanno" prima di lasciarla per cercare l'"eternità", ossia per cercare Aya.
Nel finale, dopo i titoli di coda (che può essere ottenuto terminando due volte il gioco), si vede Eve, nel corpo di Aya, che cammina per le vie di New York nella vigilia di Natale. Si ferma per un po' e coglie un fiocco di neve cadente. Intanto, una donna che indossa un impermeabile marrone e che ha la stessa pettinatura di Aya, le passa accanto e le augura buon compleanno prima di sparire nel nulla, sotto gli occhi di Eve. Non è noto se la donna sia effettivamente Aya.

## Modalità di gioco
Il gioco è un action RPG sparatutto in terza persona descritto dalla Square Enix come "un action RPG cinematico". Il direttore Hajime Tabata ha dichiarato che il gameplay e la trama si intrecciano grazie a una abilità chiamata "Overdive", una capacità che consente di controllare il corpo dei soldati dispiegati a New York, scambiando corpo, posizione e mente con essi. Usando l'abilità, è possibile controllare liberamente altre persone. Si può modificare il proprio personaggio in tempo reale, contemporaneamente alle azioni di combattimento.
L'interfaccia del gioco usa indicatori in sovraimpressione: in alto a destra è visibile la minimappa; in basso a sinistra l'arma in uso e il numero di munizioni e granate a disposizione; in basso a sinistra la barra dei punti salute, la barra della liberazione e il nome della persona su cui è stata usata l'abilità "Overdive". Anche i punti ferita degli avversari sono mostrati con una barra direttamente sopra i personaggi.
Aya può anche ordinare ai soldati non controllati di sparare su bersagli specifici, usando un'abilità chiamata "crossfire". Nel corso del gioco si potranno personalizzare e sviluppare ulteriormente sia le armi che il DNA di Aya, incrementandone o diminuendone così i parametri e le abilità, utilizzando delle sfere speciali (OE chips) reperibili nei combattimenti e posizionandole in una sorta di board di 9 caselle (Over Energy, meccanica che nei capitoli precedenti era chiamata Parasite Energy), metodo di potenziamento che ricorda vagamente la sferografia di Final Fantasy X.
Sono disponibili vari costumi, tra cui quello di Lightning, protagonista di Final Fantasy XIII.

## Colonna sonora
La colonna sonora di T3B, realizzata da Mitsuhito Suzuki e Tsuyoshi Sekito, con il contribbuto speciale di Yōko Shimomura, è stata pubblicata in Giappone il 22 dicembre 2010.
La sigla del gioco, Eyes on Me, è il singolo J-rock della band giapponese Superfly; descritta come "canzone d'amore standard" e "la prima ballata invernale di Superfly", Eyes on Me è stata la prima sigla appositamente realizzata dalla band per il videogioco.

## Sviluppo
Il chara design dei personaggi è stato curato da Tetsuya Nomura.

## Distribuzione
T3B, inizialmente annunciato come esclusiva per mobile, venne annunciato durante l'evento Square Enix, tenutosi a Shinjuku nell'agosto 2008, il DKΣ3713 Private Party; successivamente all'evento, sia The 3rd Birthday che Final Fantasy Agito XIII, precedentemente annunciati come esclusive mobile, vennero riannunciati, stavolta come esclusive per Playstation Portable.
In seguito, al Tokyo Game Show 2010, T3B venne riconfermato da Square Enix come esclusiva PSP, annunciando che il gioco sarebbe stato reso disponibile nei negozi nipponici dal 22 dicembre dello stesso anno, e in quelli europei dal 2011.

### Collector's Edition
La Twisted Edition, l'edizione limitata da collezione del gioco, fu messa in commercio da Square Enix; l'edizione, in esclusiva per i mercati d'Europa e delle altre regioni PAL, conteneva, oltre alla copia UMD del gioco, un'esclusiva custodia rossa, un artbook "CTI Confidential" di 48 pagine con copertina rigida, due litografie "deluxe" raffiguranti Aya, un codice utilizzabile in Dissidia 012 Final Fantasy, che permetteva di scaricare un costume di Aya Brea per Lightning, e un buono sconto del 50% sulla versione digitale di Final Fantasy II, scaricabile dal PlayStation Store.

## Accoglienza
| Testata                             | Giudizio |
| ----------------------------------- | -------- |
| Metacritic (media al 29 marzo 2011) | 71/100   |
| Famitsū                             | 36/40    |
| IGN                                 | 8,5/10   |
| Play Generation                     | 73/100   |

La rivista giapponese Famitsū ha votato il gioco con un punteggio di 36 su 40, con i voti singoli di 10, 9, 8 e 9.
Nell'aggregatore di recensioni Metacritic, il gioco ha ottenuto un punteggio medio di 71/100 basato su un totale di 56 recensioni.
IGN lo ha votato con 8.5/10, definendolo come: «una ricca esperienza per un gioco per PSP».
Play Generation ha dato al gioco un punteggio di 73/100, apprezzando la protagonista carismatica, la grafica impeccabile e la colonna sonora di grande atmosfera e come contro la trama inconcludente solo in inglese, i controlli "da PSP" e la struttura di gioco troppo scarna, finendo per trovarlo un videogioco d'azione discreto, ma in definitiva troppo scarno, ritenendo che una saga tanto interessante avrebbe meritato ben altro.

### Vendite
The 3rd Birthday ha venduto oltre 350000 copie in tutto il mondo, di cui oltre 250000 in Giappone.